# Razvojna psihologija
Razvojna psihologija je teorijska disciplina unutar psihologije. Bavi se proučavanjem promjena u psihičkom životu i ponašanju te njihovom povezanošću s fizičkim rastom i razvojem,od začeća pa do duboke starosti. Psihološki razvoj istražuje se s obzirom na utjecaj:
- sazrijevanja,
- aktivacije i samoaktivacije
- socijalne sredine

Zadaća razvojne psihologije je: 
1. spoznaja općih zakonitosti razvoja
2. spoznaja pojedinih specifičnosti u razvoju